# Deps (1974.)
Deps je hrvatski dugometražni film iz 1974. godine.